# Satureia sidon
Satureia sidon är en stekelart som beskrevs av John S. Noyes och Woolley 1994. Satureia sidon ingår i släktet Satureia och familjen sköldlussteklar. Inga underarter finns listade i Catalogue of Life.